# Operation Cobra (militär operation)
Inte att förväxla med Sveriges genom tiderna största utpressningsfall Operation Cobra
Operation Cobra var kodnamnet för den offensiv som First United States Army startade sex veckor efter den första landstigningen i Normandie, som en del av Operation Overlord. Den amerikanska generallöjtnanten Omar Bradley som förde befäl över First United States Army hade för avsikt att utnyttja att de tyska förbanden var fokuserade på de brittiska upprepade offensiverna i området kring Caen, för att kunna bryta igenom de tyska förbanden längs med västkusten av Cotentinhalvön. Efter genombrottet hoppades man kunna avancera in i Bretagne, hota de tyska förbanden  som inneslöt resten av brohuvudet i flanken och frigöra sig från det Bocage-landskap som dominerade i Normandie. Efter att ha skjutits upp ett flertal gånger på grund av dåligt väder startade Operation Cobra den 25 juli med ett koncentrerat flygbombardemang från ett tusental flygplan. Genombrottet som man åstadkom kom att leda fram till inringningen i Falaisefickan och befrielsen av nordvästra Frankrike.

## Bakgrund
I planerna inför landstigningen hade man målet att British Second Army skulle erövra Caen redan den 6 juni. Området kring staden skulle ge möjlighet att direkt bryta sig ut i mer öppen terräng. De första försöken att erövra staden blockerades av 21. Panzer-Division. Efter flera upprepade offensiver, Operation Perch (7-14 juni), Operation Epsom (26-30 juni), lyckades man först med Operation Charnwood (7-9 juli) att erövra staden men utan att åstadkomma något genombrott i de tyska linjerna.

## Anfallet
Amerikanska VII Corps under Troy H. Middleton skulle inleda anfallet, som tvärt om mot tidigare amerikanska offensiver skulle koncentreras mot en smal del av fronten. Anfallet koncentrerades till en 6 400 meter bred front och skulle genomföras med massivt flygunderstöd och artilleristöd. En första våg med 600 allierade jaktplan svepte in klockan 09.38 och anföll markmål. Därefter flög 1800 tunga bombplan från Eighth Air Force in över frontlinjen och bombade ett område 5500 meter brett och 2000 meter djupt längs med vägen mellan Saint-Lô och Périers. En tredje våg med medeltunga bombplan bombade även samma område. Panzer-Lehr-Division kom att bära huvuddelen av bombanfallet. Men amerikanska infanteriregementen som väntade på att anfalla förlorade också 101 dödade och 463 skadade till följd av de egna bombanfallen. Generallöjtnant Lesley J. McNair som befann vid fronten för att observera anfallet dödades även han av amerikanska bomber.

Frontlinjen som anfölls försvarades av Panzer-Lehr-Division och 275. Infanterie-Division ur II. Fallschirm-Korps  under Eugen Meindl.